# NAM Air
NAM Air è una compagnia aerea indonesiana con sede a Giacarta. Con sede a Giacarta Centrale, la compagnia aerea funge da sussidiaria della sua società madre, Sriwijaya Air.

## Storia
Nel suo piano originale, NAM Air era stata progettata come compagnia aerea per competere con Space Jet Aviation, successivamente ribattezzata Batik Air. Questo piano cambiò, portando NAM ad essere una compagnia feeder per Sriwijaya Air, con lo stesso schema di Lion Air con la sua controllata Wings Air e, negli anni '90, Garuda Indonesia con Merpati. Sriwijaya Air serve le rotte principali, mentre NAM Air le rotte secondarie.
Il 26 settembre 2013, NAM Air è stata ufficialmente introdotta come controllata di Sriwijaya Air che prevedeva il suo primo volo nell'ottobre 2013; un piano successivamente rinviato, poiché il Ministero dei Trasporti indonesiano non aveva ancora emesso il COA. NAM Air ha acquisito il suo COA il 29 novembre 2013 e ha effettuato il suo primo volo da Giacarta a Pangkal Pinang l'11 dicembre 2013. Il primo volo commerciale è avvenuto da Giacarta a Pontianak e da Pontianak a Yogyakarta il 19 dicembre 2013.
NAM Air è la prima e unica compagnia aerea in Indonesia che consente alle assistenti di volo di indossare l'hijab su tutti i voli regolari, seguita dalla sua società madre, Sriwijaya Air, nel novembre 2015. Questo le ha fatte diventare alcune delle poche compagnie aeree a farlo nel sud-est asiatico, insieme a Royal Brunei Airlines. Altre compagnie aeree in Indonesia consentono solo alle loro assistenti di volo donne di usare l'hijab quando volano su voli Hajj/Umra o voli per il Medio Oriente, in particolare per l'Arabia Saudita.
A NAM Air era vietato di operare nello spazio aereo europeo, comparendo in un elenco di vettori che non soddisfacevano gli standard di sicurezza necessari per volare negli aeroporti dell'Unione europea. È stata rimossa dalla lista nera, insieme a tutte le altre compagnie aeree indonesiane, il 14 giugno 2018.

## Destinazioni
Al 2022, tutti i voli operati da NAM Air sono interni all'Indonesia ad eccezione di Dili, nel Timor Est.

## Flotta
A dicembre 2022 la flotta di NAM Air è così composta: